# Plastocerus schaumii
Plastocerus schaumii is een keversoort uit de familie Plastoceridae. De wetenschappelijke naam van de soort is voor het eerst geldig gepubliceerd in 1853 door LeConte.